# Kenvelo

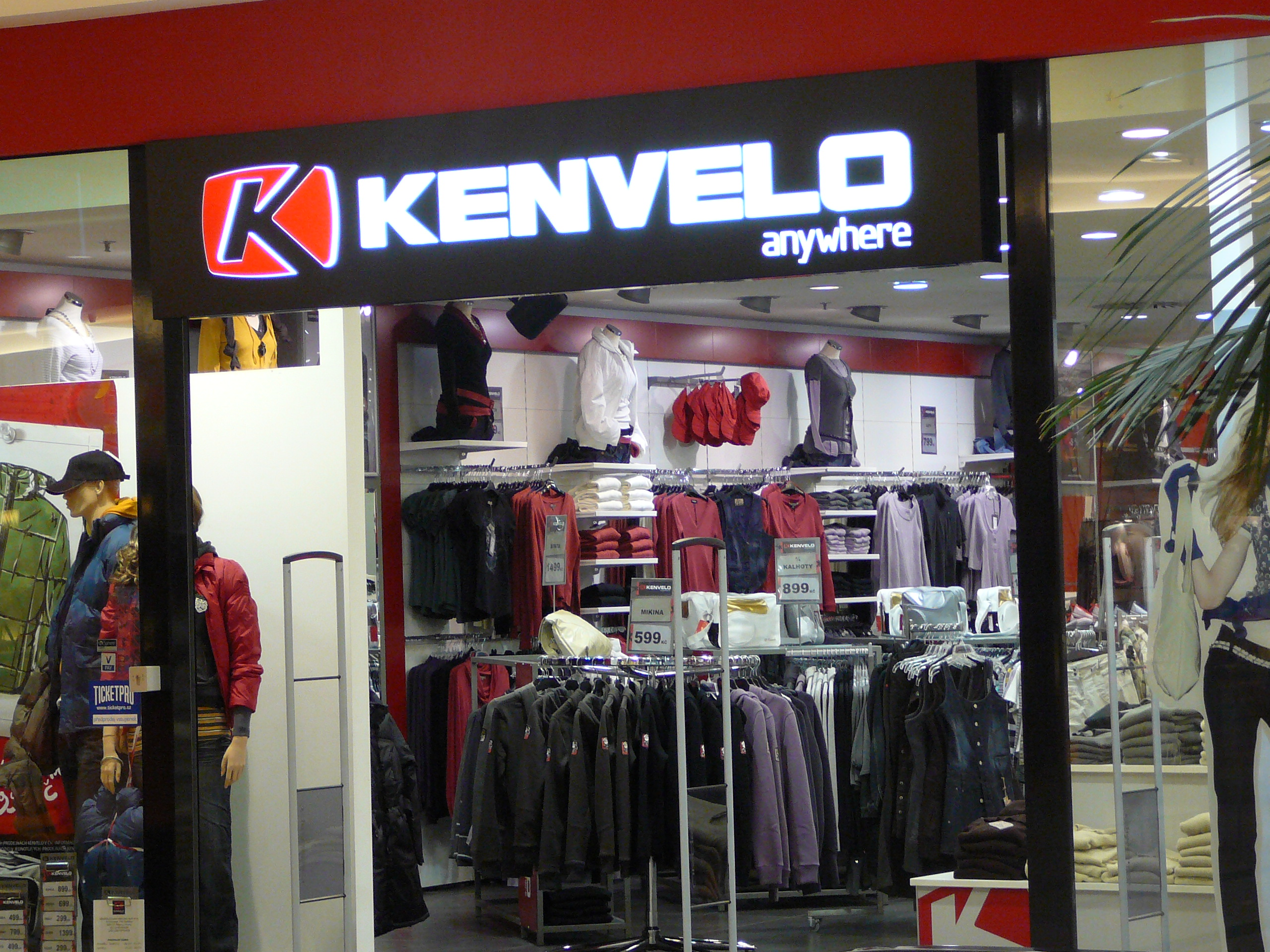
Kenvelo, Vaňkovka, Brno

Kenvelo ist ein Textileinzelhandelsunternehmen mit Sitz in Říčany bei Prag, Tschechien.

## Geschichte

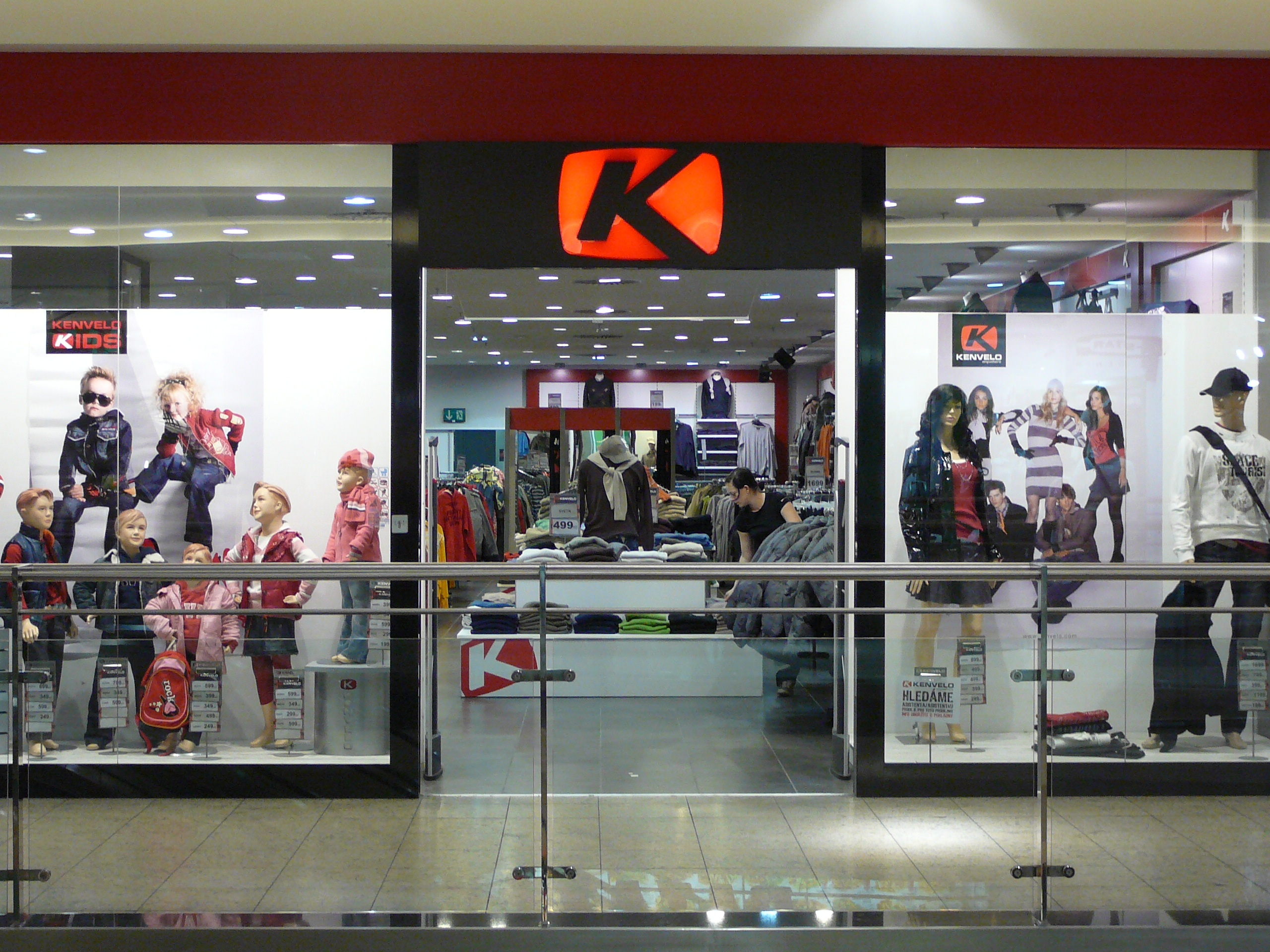
Kenvelo Kids, Vaňkovka, Brno

Das Unternehmen wurde im Jahr 1991 von Dany Himi gegründet. Der aus Israel stammende Geschäftsmann eröffnete ein erstes Geschäft in Plzeň, weitere folgten. Bis 1995 besaß er 35 Läden. Gemeinsam mit seinen Geschäftspartnern, fast ausschließlich Manager, die Himi aus seiner Heimat nach Tschechien geholt hatte, suchte der ehrgeizige Aufsteiger im selben Jahr nach einer einheitlichen und griffigen Firmenbezeichnung für die wachsende Handelskette. Um die Namensgebung rankt sich ein von Himi maßgeblich mitkonstruierter Mythos, demzufolge der Name Kenvelo nach mehreren ergebnislosen Diskussionen sofort von allen Teilhabern akzeptiert wurde. Es handelt sich bei dem Namen um eine Zusammensetzung aus den hebräischen Wörtern „ken“, „ve“ und „lo“ (hebräisch כן ולא), zu Deutsch „jein“ (wörtlich „ja und nein“). Im Zuge der Namensgebung wurde zudem die Holding Kenvelo SZ mit Sitz in Prag gegründet.
Kenvelo konkurriert in erster Linie mit dem schwedischen Modekonzern Hennes & Mauritz (H&M) und der spanischen Inditex-Gruppe (Zara), hat jedoch nur im Heimatmarkt die Position des Marktführers inne. Die Marke ist in der tschechischen Jugendkultur erfolgreich, rund 93 Prozent aller jungen Tschechen kennen das Label einer Umfrage zufolge.

## Expansionsabsichten und Anlaufprobleme in Deutschland
Europaweit will sich die Kette in mehreren Schritten etablieren, als wichtigste Etappe gilt dabei Deutschland. Im Januar 2003 wurde in Berlin die Tochtergesellschaft Kenvelo Sportswear GmbH gegründet, im März 2003 verkündete Himi die Mehrheitsübernahme der defizitären Modekette Jean Pascale (JP), die bis dahin dem Düsseldorfer Kosmetikkonzern Marbert angehörte. Der Coup sollte Kenvelo den Zugriff auf ein bestehendes Netzwerk von 179 Filialen ermöglichen. Damit besaß Kenvelo zu diesem Zeitpunkt fast so viele Filialen wie H&M. Der Hauptsitz wurde von der Hauptstadt in die vormalige JP-Zentrale in Norderstedt verlegt. Mit der EU-Osterweiterung im Mai 2004 plante das Unternehmen die Expansion in den Schlüsselmarkt Deutschland.

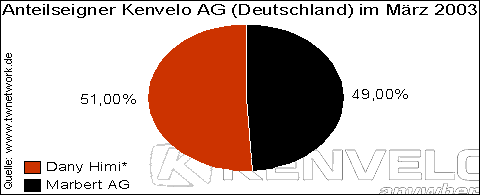
Anteilseigner der Kenvelo AG im März 2003 (Himi erwarb die Anteile mit Hilfe eines ungenannten, italienischen Teilhabers)

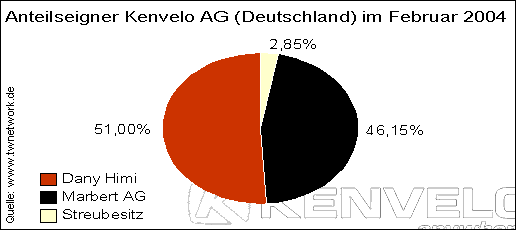
Anteilseigner im Februar 2004 (unmittelbar vor der Insolvenz)

Der Anlauf gestaltete sich schwieriger als erwartet. Noch vor dem geplanten Deutschland-Start im Mai musste die Kenvelo Aktiengesellschaft, Nachfolgerin der Jean Pascale AG, wegen hoher Verluste im Februar 2004 Insolvenz anmelden. Eine Wende im schlecht gestarteten Geschäftsjahr 2003 konnten auch die Übernahme durch die tschechische Modekette und erste Ansätze der Neustrukturierung nicht bewirken, zumal die meisten Geschäfte noch unter dem JP-Logo firmierten. Hohe Mieten besiegelten die Zahlungsunfähigkeit. Während des Insolvenzverfahrens, in das er als Alleinvorstand der Kenvelo AG maßgeblich eingebunden war, positionierte sich Himi auch als Kaufinteressent für die Konkursmasse. Letztendlich übernahm die Kenvelo Sportswear GmbH  90 ehemalige JP-Filialen und 1700 Mitarbeiter, für die neue Tarifbedingungen und die Rückkehr zur 40-Stunden-Woche ausgehandelt wurden. Die Kenvelo AG wurde im Zuge der Insolvenz im August 2004 aufgelöst, das Label Jean Pascale aufgegeben. Außerdem wurden 60 unrentable Niederlassungen geschlossen und 800 Mitarbeiter entlassen, nicht eingerechnet sind hierbei die Kündigungen und Filialschließungen zwischen März 2003 (Übernahme der Anteilsmehrheit durch Himi) und Februar 2004 (Insolvenzantrag der Aktiengesellschaft). Die Bilanz der Marbert AG, die im Verlauf des Jahres 2003 immerhin einen kleinen Teil ihres Aktienpakets in Streubesitz bringen konnte, wurde durch die Insolvenz um rund 20 Millionen Euro belastet, was den Unternehmensvorstand um Piofrancesco Borghetti in Erklärungsnot brachte.

## Umstrukturierung, Neubeginn und endgültiges Scheitern in Deutschland
Im Jahr 2005 verbuchte Kenvelo in Deutschland einen Umsatz von 55 Millionen Euro und weitere Verluste, was zu Umstrukturierungen im gesamten Unternehmen führte. Himi gab die Geschäftsführung des Gesamtunternehmens an seinen Partner und Kenvelo-Mitbegründer David Dahan ab, die Leitung des Deutschland-Geschäfts wurde dem Großhändler und Einkäufer Mete Askinoglu übergeben. Zudem verkaufte Himi seine Anteile an der Holding Kenvelo SZ an die Sefran Finance S.A., die bereits im Juli 2004 einen Anteil von 50 % an der Kenvelo-Gruppe übernommen hatte. An der Sefran Finance ist wiederum der Vorstand der Marbert AG, Piofrancesco Borghetti, mit 50 % beteiligt. Borghetti, der im Verlauf der Jean Pascale/Kenvelo-Insolvenz massiv an Reputation innerhalb des Marbert-Konzerns verloren hatte, wurde durch das Geschäft zum Mehrheitseigner der Kenvelo-Gruppe. Die übrigen 15 % der Anteile gehören weiter David Dahan.

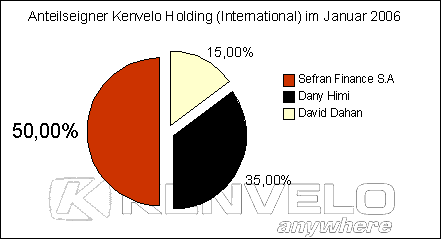
Anteilseigner der Kenvelo Holding im Januar 2006 (Die Holding ist nicht identisch mit der AG, sondern die internationale Dachgesellschaft)

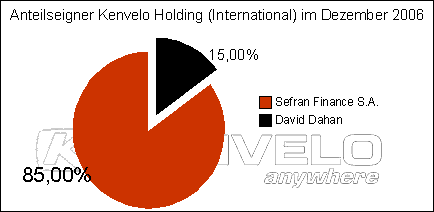
Anteilseigner im Dezember 2006

Mehrmals wurde öffentlich darüber spekuliert, ob Himi seine Anteile aus freien Stücken abgestoßen hat. Gerüchten und einem Artikel der tschechischen Zeitung „Týden“ zufolge stemmte sich der Kenvelo-Gründer lange gegen seine Ablösung und ließ sogar sein Büro in der Firmenzentrale einige Tage lang von einem privaten Wachdienst blockieren. Erst mehrere Strafanzeigen sollen ihn zum Einlenken bewegt haben. Das Unternehmen kommentierte den Bericht nicht.
Im Januar 2006 wurde der Hauptsitz der Kenvelo Sportswear GmbH nach Neuss verlegt. Begründet wurde der Umzug in erster Linie mit logistischen Änderungen, die neue Zentrale liegt verkehrsgünstig zu den meisten Filialen. Zudem wird der Großteil der Kenvelo-Kollektionen seither in der Türkei produziert. Im Dezember desselben Jahres wurde die Umstrukturierung in Deutschland abgeschlossen, dabei die Zahl der Niederlassungen in der Bundesrepublik bis auf 60 verringert. Betroffen waren von den Schließungen Filialen, die nach Ansicht des Managements keine Entwicklungspotentiale hatten. Die Gewinnschwelle erreichte das Unternehmen auch 2006  nicht, den Angaben des neuen Geschäftsführers Askinoklu zufolge erwirtschaftete das Unternehmen seit Oktober monatlich „ein Plus von 30 % im Vergleich zum Vorjahr“.
Mit Beginn des Jahres 2007 ging Kenvelo in Deutschland wieder auf Wachstumskurs. Im Januar wurde, bedingt durch den Abriss des Haerder Hauses, in Lübeck eine Filiale in der Holstenstraße eröffnet, eine weitere folgte im September in Dinslaken. Für das Geschäftsjahr 2007 rechnete die Unternehmensführung mit einem leichten Plus, zudem wurden für 2008 Pacht- und Franchiseverträge in Aachen, Trier, Hildesheim und Münster geschlossen. Die Etablierung der Marke gestaltete sich jedoch weiterhin schwierig, Kenvelo konnte sich nicht aus dem Schatten der großen Konkurrenten H&M und Inditex (Zara) lösen.
Am 26. Mai 2009 wurde vor dem Amtsgericht Düsseldorf das Insolvenzeröffnungsverfahren über das Vermögen der KENVELO Germany GmbH eingeleitet, die Düsseldorfer Kanzlei Metzeler von der Fecht übernahm die Insolvenzverwaltung. Das Unternehmen ist gegenwärtig nicht mehr in Deutschland aktiv.

## Unternehmensstruktur
Kenvelo besitzt 230 Filialen in Tschechien, Russland, Rumänien, Ungarn und der Slowakei. Mit 110 Stores in 20 Ländern – darunter Österreich, Israel, England und Russland – arbeitet das Unternehmen auf Franchise-Basis zusammen. Das Unternehmen hat keine genauen Verkaufszahlen und Bilanzen veröffentlicht. Erklärte Ziele der Firmenspitze waren die vollständige Konsolidierung der deutschen Tochter bis Ende 2007 und darauf aufbauend ein flächendeckendes Netzwerk von mindestens 1000 Geschäften in Europa.
Ähnlich wie H&M setzt Kenvelo im Vertrieb auf Geschäfte in bester Lage, vorzugsweise in Innenstadtnähe. Allerdings sind die Stores, im Gegensatz zu den H&M-Niederlassungen, nicht den gestalterischen Konzepten anderer Premium- und Hochpreismarken nachempfunden. Neue Filialen sind zudem nur in Städten mit mindestens 100.000 Einwohnern geplant. Kenvelo hat 5 Produktlinien. Kernsortiment sind die Kleider- und Unterwäschekollektionen für Damen und Herren, in einigen Shops gibt es eine Kinder-Kollektion. Ergänzt wird das Angebot durch Accessoires und Taschen.
Der Label-Slogan “anywhere” findet sich auch in der erweiterten Version des Markenlogos wieder. Der interne Wahlspruch des Unternehmens lautet „The best fashion and the best quality for affordable price!“ („Die beste Mode und die beste Qualität zu bezahlbaren Preisen!“).